# Federação de Voleibol do Tajiquistão
A Federação de Voleibol do Tajiquistão (em inglêsː Volleyball Federation of Tajikistan, VFT) é uma organização fundada em 1992 que governa a prática de voleibol em Tajiquistão, sendo membro da Federação Internacional de Voleibol e da Confederação Asiática de Voleibol, a entidade é responsável por organizar os campeonatos nacionais de voleibol masculino e feminino no país.